# Turquant
Turquant is een gemeente in het Franse departement Maine-et-Loire (regio Pays de la Loire) en telt 448 inwoners (1999). De plaats maakt deel uit van het arrondissement Saumur.

## Geografie
De oppervlakte van Turquant bedraagt 7,9 km², de bevolkingsdichtheid is 56,7 inwoners per km².
De onderstaande kaart toont de ligging van Turquant met de belangrijkste infrastructuur en aangrenzende gemeenten.

## Demografie
Onderstaande figuur toont het verloop van het inwonertal (bron: INSEE-tellingen).